# Eugenia symphoricarpos
Eugenia symphoricarpos är en myrtenväxtart som beskrevs av Mcvaugh. Eugenia symphoricarpos ingår i släktet Eugenia och familjen myrtenväxter. Inga underarter finns listade i Catalogue of Life.